# آنتونیو د اوبرگون
آنتونیو دِ اوبرگون (اسپانیایی: Antonio de Obregón‎؛ ‏ ۶ مارس ۱۹۰۹ – ۱۴ ژانویهٔ ۱۹۸۵) نویسنده و کارگردان فیلم اهل اسپانیا بود. او از حامیان جنبش فالانژهای اسپانیا بود.
از فیلم‌هایی که وی در آن‌ها نقش داشته است، می‌توان به خانه پوشالی اشاره نمود.